# آلفردو فیگردو
آلفردو فیگردو (اسپانیایی: Alfredo Figueredo‎؛ زادهٔ ۱۵ آوریل ۱۹۵۲) بازیکن والیبال اهل کوبا بود.